# Oplocany
Oplocany (deutsch Oplotzan) ist eine Gemeinde in Tschechien. Sie liegt zwölf Kilometer südöstlich von Prostějov und gehört zum Okres Přerov.

## Geographie
Oplocany befindet sich linksseitig der Valová im Hornomoravský úval (Obermährische Senke). Durch Oplocany führt die Staatsstraße II/435 zwischen Polkovice und Tovačov. Zwei Kilometer östlich verläuft entlang der Blata die Eisenbahnstrecke zwischen Kroměříž und Tovačov, auf der in dem Abschnitt Kojetín – Tovačov der Personenverkehr eingestellt wurde. Die Bahnstation Oplocany befindet sich in Annín. Gegen Nordosten liegt das Baggerseegebiet der Tovačovská jezera, im Osten der Teich Náklo.
Nachbarorte sind Ivaň im Norden, Tovačov und Annín im Nordosten, Cvrčov, Lobodice und Chrbov im Südosten, Arnoštov und Polkovice im Süden, Obědkovice im Südwesten, Klenovice na Hané und Čelčice im Westen sowie Čehovice, Otonovice und Hrubčice im Nordwesten.

## Geschichte
Die erste schriftliche Erwähnung von Oplocaz erfolgte 1131 in einem Güterverzeichnis des Bistums Olmütz, in dem eine Hufe Feld als Besitz des Olmützer Domkapitels aufgeführt ist. Im Jahre 1297 wurde das Dorf als Oploczan, 1321 als Oplaczan, 1355 als Opluzan, 1358 als Oploczani, 1359 als Oploczany, ab 1407 als Opločany, ab 1470 als Oplocany, 1678 als Oplocžany, 1718 als Oblocžan ab 1751 als Oplotzan, 1771 als
Opplotschan und Opploczanium bezeichnet. Zu den Besitzern des nach Tovačov untertänigen Dorfes gehörten die Herren von Cimburg, von 1503 bis 1597 die Pernsteiner sowie zwischenzeitlich die Manrique de Lara. Im Jahre 1600 erwarben es die Grafen Salm-Neuburg, ihnen folgten ab 1715 die Herren von Peterswald und ab 1763 die Freiherren von Küenburg. Die Matriken werden seit 1688 in Tovačov geführt. Im Jahre 1792 gründete Ernst Josef Laktanz von Küenburg am südwestlichen Ortsrand von Oplocany eine Familiantensiedlung, die zunächst den Namen Nádvoří trug, aber bereits nach zwei Jahren im Volksmund mit Ernestov / Ernstedorf bezeichnet wurde. 1793 lebten in den 53 Häusern von Oplocany 589 Personen. Zu Beginn des 19. Jahrhunderts wurde eine Schule eingerichtet. Im Jahre 1834 waren Oplocany und die Kolonie Arnoštov auf 87 Häuser angewachsen, in denen 687 Menschen lebten. Bis zur Mitte des 19. Jahrhunderts blieb Oplocany immer nach Tovačov untertänig.
Nach der Aufhebung der Patrimonialherrschaften bildete Opločany/Oplotzan mit der Ansiedlung Arnoštov/Ernestdorf ab 1850 eine Gemeinde in der Bezirkshauptmannschaft Kremsier. Im Jahre 1855 wurde die Gemeinde dem Bezirk Kojetín und 1868 wieder dem Bezirk Kremsier zugeordnet. Seit 1877 gehört das Dorf zum Okres Přerov. Im Jahre 1882 begann der zweiklassige Schulunterricht. 1895 nahm die Eisenbahn von Kojetín nach Tovačov den Betrieb auf. Im Jahre 1900 bestand die Gemeinde aus 126 Häusern und hatte 717 Einwohner, die mit Ausnahme von drei Deutschen sämtlich der tschechischen Volksgruppe angehörten. Die Ziegelei entstand 1904. Beim Großbrand von 1906 wurden zwölf Häuser zerstört. Nachdem insbesondere Arnoštov in den Jahren 1879, 1895, 1897 und 1900 bei Hochwassern der Valová überflutet worden war, erfolgte im Jahre 1907 eine Regulierung des Flüsschens. 1910 lebten in den 133 Häusern 800 Tschechen, drei Deutsche und zwei Ungarn. Die alte Schule wurde 1912 abgebrochen und durch einen Neubau ersetzt. Im Jahre 1921 hatte die Gemeinde 708 ausschließlich tschechische Einwohner. 1930 lebten in den 145 Häusern 644 Tschechen, zwei Slowaken und ein Deutscher. 1936 wurde an der Straße nach Tovačov am Ortsrand von Annín die Bahnstation Oplocany-Anín eingerichtet. In den Jahren 1931 und 1938 wurden bei zwei Großbränden jeweils sechs Häuser zerstört. Der Kindergarten wurde 1939 eröffnet. Während der Luftschlacht über der Hanna warfen amerikanische Flugzeuge am 21. August 1944 48 Bomben auf die Felder von Zadní díly. Zum Ende des Zweiten Weltkrieges nahmen am 3. Mai 1945 die Rote Armee und Rumänische Armee den Ort nach heftigen Kämpfen mit der Wehrmacht ein. Dabei fielen bei Arnoštov zehn Rumänen.
Im Jahre 1950 war die Zahl der Einwohner auf Grund von Abwanderungen in die Grenzgebiete auf 516 zurückgegangen. Im Jahre 1949 wurde die Gemeinde dem Okres Kojetín zugeordnet, nach dessen Aufhebung kam sie 1960 zum Okres Přerov zurück. Ab 1960 war Oplocany mit dem nunmehr als Ortsteil ausgewiesenen Arnoštov an den Örtlichen Nationalausschuss von Tovačov angeschlossen und wurde 1976 als Stadtteil Tovačov III-Oplocany gänzlich eingemeindet. Seit 1990 bildet Oplocany wieder eine eigene Gemeinde. Oplocany führt seit 1999 ein Wappen und Banner. Ethnographisch gehört die Gemeinde zur Hanna.

## Gemeindegliederung
Für die Gemeinde Oplocany sind keine Ortsteile ausgewiesen. Zu Oplocany gehört die Ansiedlung Arnoštov (Ernestdorf).

## Sehenswürdigkeiten

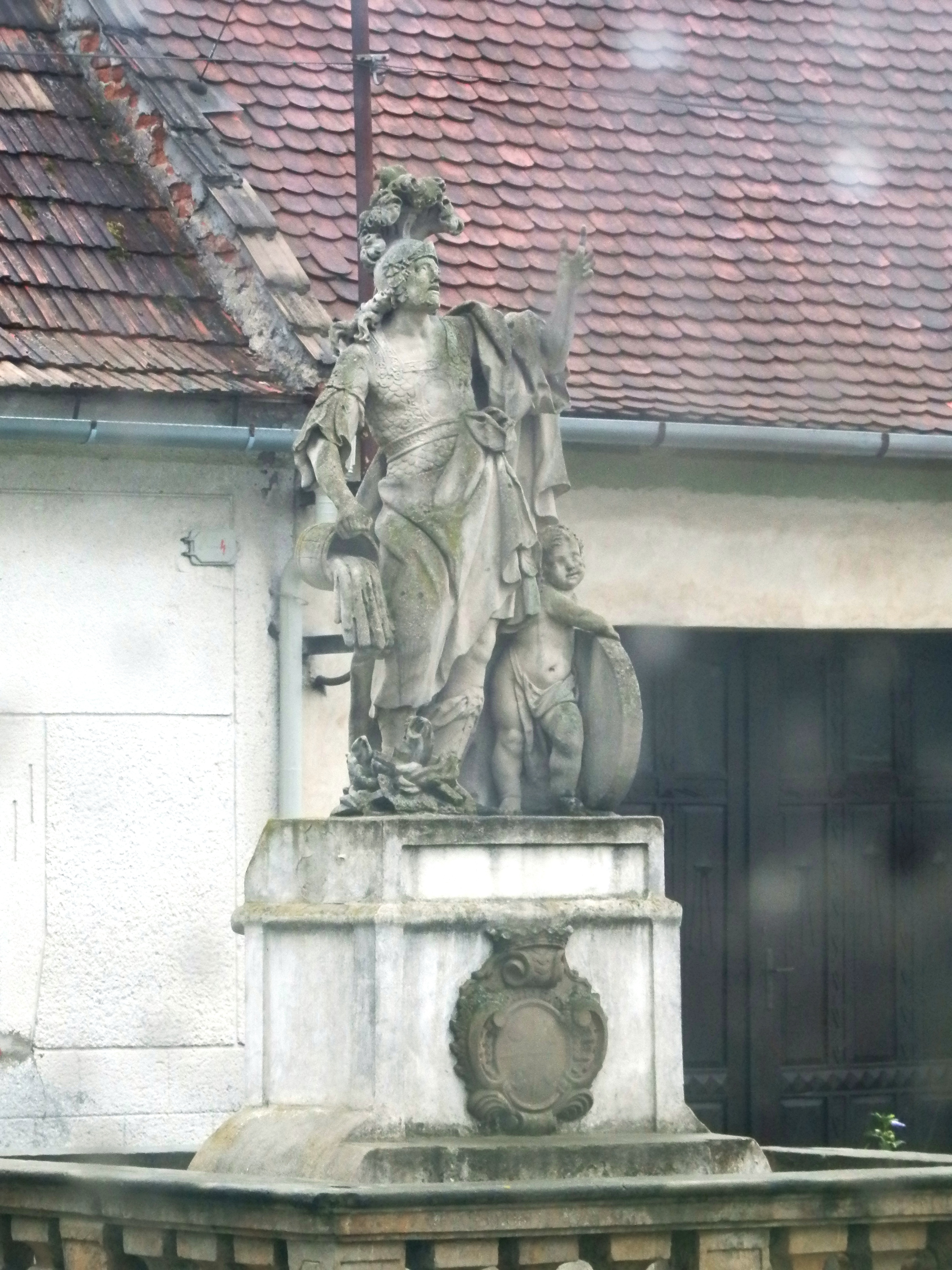
Statue des hl. Florian

- Barocke Statue des hl. Florian, geschaffen in der Mitte des 18. Jahrhunderts von Gottfried Fritsch, Kulturdenkmal
- Kapelle des hl. Ernst in Arnoštov, erbaut 1810
- Kreuz an der Kapelle
- Gefallenendenkmal